# توهم (آلبوم)
| بررسی انتقادی  | بررسی انتقادی        |
| منبع           | رتبه‌بندی             |
| -------------- | -------------------- |
| Deutsche Welle | [ ۱ ]                |
| اشتراک         | [ ۲ ] [ پیوند مرده ] |
| VOA            | [ ۳ ]                |
| Nasim-E Haraz  | 4/5 ستاره            |
| Rapsong        | [ ۴ ]                |
| Rap-be-Rap     | [ ۵ ]                |

توهم (ایلوسیون) دومین آلبوم رسمی و استودیویی شاهین نجفی می‌باشد که در شنبه بیست و هشتم شهریور ۱۳۸۸ جهت فروش توسط نشر پامس منتشر شد. ترانه «وقتی خدا خوابه»، سه روز قبل از انتشار آلبوم به صورت تک‌آهنگ منتشر شد. نجفی این ترانه را دربارهٔ ترانه موسوی، از جان‌باختگان اعتراضات به نتایج انتخابات دهم ریاست جمهوری ایران، سروده‌است.

## ترانه‌های آلبوم
| نام ترانه        | ترانه‌سرا   | آهنگ ساز                | مدت  | توضیحات                                                                     |
| ---------------- | ---------- | ----------------------- | ---- | --------------------------------------------------------------------------- |
| «وقتی خدا خوابه» | شاهین نجفی | مهدی سوهانی، شاهین نجفی | ۳:۳۱ | ترانه‌ای در وصف ترانه موسوی                                                  |
| «حرف زن»         | شاهین نجفی | مهدی سوهانی، شاهین نجفی | ۵:۰۲ | بازخوانی ترانه حرف زن که در سال ۱۳۸۷ با همکاری گروه تپش ۲۰۱۲ منتشر شد       |
| «آخرین زمان»     | شاهین نجفی | مهدی سوهانی، شاهین نجفی | ۳:۵۴ |                                                                             |
| «حسنِ من»         | شاهین نجفی | مهدی سوهانی، شاهین نجفی | ۴:۱۷ |                                                                             |
| «هامون»          | شاهین نجفی | مهدی سوهانی، شاهین نجفی | ۳:۵۱ |                                                                             |
| «همه چی دروغه»   | شاهین نجفی | مهدی سوهانی، شاهین نجفی | ۳:۱۷ |                                                                             |
| «طرف ما»         | شاهین نجفی | مهدی سوهانی، شاهین نجفی | ۳:۴۳ | بازخوانی ترانه طرف ما که در سال ۱۳۸۷ همراه با همکاری گروه تپش ۲۰۱۲ منتشر شد |
| «سارینا»         | شاهین نجفی | مهدی سوهانی، شاهین نجفی | ۳:۵۹ | شاهین نجفی این آهنگ را برای خواهرزاده خود خوانده‌است                         |
| «اینک آن انسان»  | شاهین نجفی | مهدی سوهانی، شاهین نجفی | ۲:۲۸ |                                                                             |
| «من یه دردم»     | شاهین نجفی | مهدی سوهانی، شاهین نجفی | ۳:۰۷ |                                                                             |